# 堅尼街車站 (IND第八大道線)
堅尼街車站（英語：Canal Street station），曾名為堅尼街-荷蘭隧道車站（英語：Canal Street–Holland Tunnel station），是美國紐約地鐵IND第八大道線的一個快車地鐵站，位於曼哈頓下城堅尼街及第六大道交界，設有A線（任何時候停站）、E線（任何時候停站）與C線（任何時候停站（深夜除外））列車服務。

## 車站結構
| G      | 街道                  | 出入口                                                                                       |
| M      | 夾層                  | 閘機、車站詢問處                                                                             |
| P 月台 | 北行                  | 往牙買加中心-帕森斯/射手（泉街）                                                             |
| P 月台 | 島式月台，左/右側開門 |                                                                                              |
| P 月台 | 北行快速              | 往英伍德-207街（西四街-華盛頓廣場（除深夜外，深夜時泉街） · 往168街（泉街）                  |
| P 月台 | 南行快速              | 往遠洛克威-莫特大道/臭氧公園-勒弗茲林蔭路（深夜除外）/洛克威公園（黃昏尖峰時段）（錢伯斯街） |
| P 月台 | 島式月台，左/右側開門 |                                                                                              |
| P 月台 | 南行                  | 往尤克利德大道（ 深夜時往遠洛克威）（錢伯斯街） · 往世界貿易中心（總站）                     |

車站於1932年9月10日啟用，設有兩個島式月台和四條軌道，每個約660英呎長。附近設有兩組剪式橫渡線容許快車跨到慢車軌道或慢車跨到快車軌道。其中一個位於車站南面，為下城（南行）列車所用；另一個位於車站北面，為上城（北行）列車使用，並成為各方向的列車的樽頸。月台稍有偏差，信號塔位於南行月台的南端。
此地下車站位於同名街道，亦為紐約蘇豪區和翠貝卡的邊界。位於三個公園之間（聖約翰公園、杜恩公園和卡瓦拉公園），車站位於荷蘭隧道入口一個街區以外、翠貝卡北歷史區外面。

### 軌道配置
此站以南，軌道分成兩層並在天橋橫過。這些容許擴建成未來與沃斯街下方計劃中的路線交匯，成為IND第二系統。計劃中的路線位於沃斯街和東百老匯的地下，並跨過東河進入布魯克林。此預留路線的鐘口可由E線來往世界貿易中心車站是看見。隧道壁設有一個箭頭，並顯示「沃斯街」（Worth St.）字樣。

### 出口
此站在以下位置設有出口：
- 第六大道及堅尼街東北角[8]
- 介乎第六大道及聖約翰巷的萊特街南側[8]
- 第六大道及西百老匯（英语：West Broadway）西北角及東北角[8]
- 第六大道及沃克街東北角[8]
- AT&T大廈（英语：32 Avenue of the Americas）[8]

## 外部連結
- nycsubway.org—IND第八大道線: 堅尼街-荷蘭隧道
- nycsubway.org — A Gathering藝術品，由Martin & Munoz製作（未知日期） （页面存档备份，存于）
- Station Reporter — A線勒弗茲列車
- Station Reporter — A線洛克威列車
- Station Reporter — C線列車
- Station Reporter — E線列車
- MTA's Arts For Transit — 堅尼街車站 (IND第八大道線)
- Google地圖街景堅尼街入口
- Google地圖街景萊特街入口
- Google地圖街景西百老匯入口
- Google地圖街景海灘街-沃克街入口